# Ptilimnium laciniata
Ptilimnium laciniata är en flockblommig växtart som först beskrevs av Georg George Engelmann och Asa Gray, och fick sitt nu gällande namn av Carl Ernst Otto Kuntze. Ptilimnium laciniata ingår i släktet Ptilimnium och familjen flockblommiga växter. Inga underarter finns listade i Catalogue of Life.